# Имена ромског народа
Роми су познати по разним именима, углавном у широким категоријама Цигани, цинганои, Бохеми и Роми . Самоименовање варира: У централној и источној Европи Роми су уобичајени. Роми у Енглеској себе називају (на англороманском ) Романицхал, а они из Скандинавије (на скандинавском романидијалекту) Романисӕл . У Европи немачког говорног подручја, самоименовање је Синти, у Француској Мануш, док групе Шпаније, Велса и Финске користе Кало/Кале (од кало што значи „црни“ на ромском језику). Постоје бројне подгрупе и кланови са сопственим називима, као што су Калдераш, Мачваја, Бојаш, Ловари, Модјар, Ксораксаи и Лаутари. У енглеском језику (према Оксфордском речнику енглеског језика ), Ром је именица (са множином Рома или Ромс ) и придев, док је ромски такође именица (са множином Рома ) и придев. И Роми и Роми су у употреби у енглеском језику од 19. века као алтернатива за Цигани . Ромски се такође пише ромски, или Роммани.
Понекад се ром и романи пишу са двоструким р, односно рром и рромани, посебно у Румунији да би се разликовали од румунског ендонима ( романи ), са којим нема никакве везе. Ово је добро утврђено у самом ромском језику, пошто представља фонему (/ʀ/ такође написану као р и рх ) која је у неким ромским дијалектима остала другачија од оне која је написана са једним р .
Роми је термин који се првенствено користи у политичком контексту за означавање ромског народа у целини. Ипак, неке подгрупе Рома се не идентификују као Роми, па неки научници избегавају да користе термин Роми јер све ромске подгрупе не прихватају тај термин. 
Пошто сви Роми користе реч Роми као придев, термин је почео да се користи као именица за целу етничку групу.
Израз ромски користе неке организације, укључујући Уједињене нације и Конгресну библиотеку САД. Међутим, Савет Европе и друге организације користе термин Роми за означавање Рома широм света и препоручили су да се ромски језик ограничи на језик и културу: ромски језик, ромску културу.  
Демоними ромског народа, Лом и Дом деле исто етимолошко порекло, што одражава санскритско ḍoma „човек ниже касте, који живи од певања и музике“
Коначно порекло санскритског израза ḍoma (можда из Мунда или Дравидског ) је неизвесно. Њена основа, ḍom, је повезана са бубњевима, повезана са санскритским глаголским кореном ḍam- 'звучати (као бубањ)', можда позајмљеним из дравидског, нпр. каннада дамара 'пар бубњева за чајник' и телугу тамат тамат бубањ, томтом '. 
Енглески термин цигански или циган  се обично користи за означавање Рома, Тинкерс и Травеллерс, а употреба речи гипси у савременом енглеском је свеприсутна (и правни је термин према енглеском закону—види доле ), а неке ромске организације га користе у својим називима, посебно у Уједињеном Краљевству . Реч, иако је понекад позитивно прихваћена од стране Рома, такође је понекад одбачена од стране других Рома као увредљива због тога што је укаљана њеном употребом као расном увредом и пежоративном конотацијом која имплицира незаконитост и неправилност и неки савремени речници или препоручујемо да у потпуности избегавате употребу речи циганин или да јој дате негативну ознаку или ознаку упозорења. 
Парламентарна истрага британског комитета Доњег дома, како је описано у њиховом извештају „Разбијање неједнакости са којима се суочавају заједнице Рома, Рома и путника“ (објављено 2019.), је навело о њиховим налазима у Уједињеном Краљевству да: „Питали смо многе чланове Заједнице Цигана, Рома и Путника су радије описивале себе. Док неки сматрају да је израз „Циганин“ увредљив, многи актери и сведоци су били поносни што се повезују са овим термином и зато смо одлучили да је исправно и исправно. користите га, где је то прикладно, у целом извештају."
Оксфордски речник енглеског језика наводи да је „Циганин“:
member of a wandering race (by themselves called Romany), of Indian origin, which first appeared in England about the beginning of the 16th c.
Прва употреба речи на енглеском коју је пронашао ОЕД била је 1514. године, са још неколико употреба у истом веку, а и Едмунд Спенсер и Вилијам Шекспир су користили ову реч.
Овај егзоним се понекад пише великим словом, како би се показало да означава етничку групу .  Шпански израз гитано, француски израз gitan и баскијски израз ijito имају исто порекло.
Током 16. и 17. века име је писано на различите начине. Реч циганин/циганин потиче од правописа који су изгубили почетно велико Е, и то је један од разлога што се често пише са почетним г малим словима. Како је време пролазило, појам „Циган/Циган“ се променио и укључио друге повезане стереотипе као што су номадизам и егзотичност. Џон Метјуз у Светском атласу прорицања назива Цигане „мудре жене“. Колоквијално, циганка/циганка се користи за било коју особу коју говорник сматра да одговара циганским стереотипима . 

### Употреба у енглеском праву
циган има неколико значења која се развијају и преклапају према енглеском закону. Према Закону о караванским локацијама и контроли развоја из 1960. године, Цигани се дефинишу као „особе номадских животних навика, без обзира на њихову расу или порекло, али не укључују чланове организоване групе путујућих шоумена, или особе ангажоване у путујућим циркусима, путујућим заједно као такви“. Дефиниција укључује групе као што су Нев Аге Травелерс, као и Ирски путници и Роми.
„Цигани“ ромског порекла су призната етничка група за потребе Закона о расним односима из 1976. од Комисије за расну једнакост против Датона 1989. године, као и ирски путници у Енглеској и Велсу од О'Лири против савезничког Домека 2000. (који су већ стекли признање у Северној Ирској 1997).

## Списак имена

### Циган
У неколико земаља сматрало се да долазе из Египта.
- баскијски: ijito [31] [32]
- шпански: gitano

### Тсинганои
У већем делу континенталне Европе Роми су познати по именима везаним за грчки израз τσιγγάνοι</link> ( tsinganoi</link> ):
- Slavic
  - блр. 
  - Bulgarian:
    - цигани, zigani (Roma people)
    - циганин, ziganin (male Roma)
    - циганка, ziganka (female Roma)
    - циганче, zigance (Roma child)

  - чеш.  (synonym: Romové)
  - хрв. 
  - мкд. , zigani (synonym: ѓупци)
  - пољ.  (synonym: Romowie)
  - рус. , z'igane
  - срп. 
  - слч. 
  - словен. 
  - укр. , zigani
- Uralic
  - мађ. ; use of "roma" is also widespread and supported
- Germanic
  - афр.  (after Dutch)
  - дан. 
  - хол. 
  - исл. 
  - Norwegian:
    - Шаблон:Lang-nb
    - Шаблон:Lang-nn

  - швед.
- Romance
  - фр. 
  - гал. 
  - итал. 
  - порт. 
  - рум. 
  - сиц. 
  - шп.
- Other Indo-European
  - Шаблон:Lang-al
  - Armenian: գնչու, gnčʿu
  - Balkan Romani: Čingaren
  - Caló (Spanish Romani): čingarár
  - есп. 
  - Hindi: चिंगारी Chingaari
  - лет. 
  - литв. 
  - Persian: کولی, Koli
  - тур.  (dialect: Çingan or Cingan)
  - Urdu: چنگھ‎, Changar

Име потиче од византијског грчког ἀτσίγγανοι</link> ( атсинганои, латински адсинцани ) или ἀθίγγανοι</link> ( атхинганои, буквално „недодирљиви“), термин који се примењује на секту Мелхиседехијанаца .  Адсинчани се појављују у тексту из 11. века сачуваном на Светој Гори, Житију Светог Георгија Атонског (написано на грузијском језику), као „самарићански народ, потомци Симона Мага, по имену Адсинчани, који су били познати чаробњаци и зликовци „. У тексту, цар Константин Мономах ангажује Адсинчане да истребе дивље животиње, које су уништавале дивљач у царском парку Филопатион . 
Пошто су многи Роми који живе у Француској дошли преко Бохемије, називали су их Бохемиенс .  Французи су касније прилагодили овај термин да се односи на одређени уметнички и осиромашени начин живота појединца, познат као боемизам .
- баскијски: buhame (на северним дијалектима) [40] [41]

### Рома
- чеш.  (synonym)
- пољ.  (synonym)
- Basque: erromintxela or txingartu (for Basque-speaking Romanies)
- Chinese: 罗姆人 Luōmǔrén
- Coptic language: ⲣⲱⲙⲁ Roma
- Japanese: ロマ Roma

### Остало
- Албански : Ариџи (руководилац медведа)
- арапски : غجر ghájar
- азер.
- естонски : mustlased
- фински : mustalaiset
- Грузијски : ბოშები bošebi
- хебрејски :צוענים </link> (из града Соан у Египту)
- курдски قەرەچی‎, qaraçı (са турског); دۆم‎, dom
- мингрелски : ჩაჩანეფი çaçanephi
- шпански: calé [42]